# Путино (разъезд)
Путино — населённый пункт (тип: железнодорожный разъезд) в Верещагинском районе Пермского края России. Входит в состав Путинского сельского поселения.

## Географическое положение
Разъезд расположен в верхнем течении реки Малая Спешкова, примерно в 11 км к юго-востоку от административного центра поселения, села Путино.

## История
Населённый пункт появился при строительстве железной дороги. В селении жили семьи тех, кто обслуживал инфраструктуру разъезда.

## Население
| 2010 |
| ---- |
| 3    |

## Инфраструктура
Путевое хозяйство. Действует остановочный пункт Путино.

## Транспорт
Автомобильный и железнодорожный транспорт.

## Топографические карты
- Лист карты O-40-61 Сепыч. Масштаб: 1 : 100 000. Издание 1989 г.